# Массари, Джорджо
Джорджо Массари (итал. Giorgio Massari; 13 октября 1687, Венеция — 20 декабря 1766, Венеция) — архитектор Венецианской республики. Последователь Андреа Палладио и Якопо Сансовино. Работал в стиле неоклассицизма.

## Биография
Массари родился 13 октября 1687 года в семье плотника Стефано и Катерины Поль и был крещён 15 октября в церкви Святого Луки Евангелиста (Chiesa di San Luca Evangelista) в Венеции. Отец, уроженец Вико (нынешняя часть Тревизо-Брешиано), прибыл в Венецию до 1678 года. Данные о начальном образовании Джорджо Массари отсутствуют. Первые сведения о его деятельности относятся к 1712 году, когда он построил виллу Латте в Истране, но, возможно, этой работе предшествовали другие. Впоследствии, в 1715 году, он проектировал виллу Корнер Кавасагра (villa Corner di Cavasagra), позже изменённую Франческо Марией Прети. В том же году он построил Ораторий Мадонны делла Салюте (l’oratorio della Madonna della Salute) в Бадиа-Полесине по заказу Джован Франческо Лоредан.

## Творчество
Массари был последователем Бальдассарре Лонгены и продолжал классическую традицию архитектуры венецианской школы Андреа Палладио и Якопо Сансовино. Он был самым значительным архитектором, работавшим в Венеции в своё время.
Массари спроектировал Палаццо Грасси (1748—1772) и завершил Ка-Реццонико, начатое Лонгеной; в Венецианской терраферме (на материке) его основными работами являются Вилла Латтес в Истране, и Вилла Корделлина в Монтеккьо-Маджоре, достройка виллы Джованелли Колонна в Новента-Падована. Он также создал фасад Скуолы делла Карита (La Scuola della Carità; «Братства Милосердия»; 1750), ныне Академия изящных искусств. Некоторые работы Массари были завершены его учеником Бернардино Маккаруччи.
Джорджо Массари построил несколько церквей, в том числе в городе лагуны церковь Джезуати (1726—1743), церковь Сан-Маркуола (San Marcuola) и церковь Пьета; за пределами Венеции находятся церковь Мира в Брешии (Chiesa della Pace a Brescia, 1720—1746), церкви Сант-Антонио (1731—1732) и Санто-Спирито (1738) в Удине, церковь Санта-Мария-Ассунта в Палаццоло-суль-Ольо. Он также работал над перестройкой собора в Удине (1720) и собора Падуи и многое другое.
- Ка-Реццонико. Главный фасад. 1756—1758. Венеция
- Палаццо Грасси. Главный фасад. 1772. Венеция
- Церковь делла Пьета. Венеция
- Церковь Джезуати (Санта-Мария дель Розарио). 1726—1736. Венеция
- Вилла Корделлина. 1735—1742. Монтеккьо-Маджоре близ Виченцы
- Алтарь Святых Таинств. Капелла Причастия. Собор (Соборная базилика Санта-Мария-Ассунта). Падуя